# Treehouse of Horror XXXIII
«Treehouse of Horror XXXIII» (titulado «La casita del horror XXXIII» en Hispanoamérica y «La casa-árbol del terror XXXIII» en España) es el sexto episodio de la trigésimo cuarta temporada de la serie de televisión animada estadounidense Los Simpson, y el número 734 en total. Se emitió en los Estados Unidos en Fox el 30 de octubre de 2022. Es el 33 episodio de [{Especiales de Halloween de Los Simpson|Treehouse of Horror]] y, como los demás, consta de tres segmentos autoconclusivos: «The Pookadook» (una parodia de The Babadook), «Death Tome» (una parodia de Death Note) y «Simpsons World» (una parodia de Westworld). El episodio fue dirigido por Rob Oliver y escrito por Carolyn Omine, Ryan Koh y Matt Selman. Este es el primer episodio de Treehouse of Horror que no tiene una secuencia de apertura, y en su lugar sólo se abre en un libro del episodio antes de ir directamente al primer segmento. También es el primer Treehouse of Horror desde la decimocuarta temporada en contar con un guionista diferente para cada segmento. Este es el primer Treehouse of Horror que se emite más cerca de Halloween desde 2011 sin entrar en noviembre.
El episodio recibió críticas positivas de los fanáticos y la crítica, y ganó el Premio Primetime Emmy al Programa Animado Sobresaliente en la 75ª edición de los Primetime Creative Arts Emmy Awards. Es el [[Anexo:Premios y nominaciones de Los Simpson|duodécimo episodio de la serie en ganar el premio]}, y el primer episodio en ganar desde «Mad About the Toy» en 2019.

## Trama

### «The Pookadook»
En una parodia de The Babadook, Marge le lee a Maggie un cuento para dormir sobre un espíritu fantasmal asesino. El «Pookadook» extrae su poder del resentimiento reprimido de Marge por cómo el resto de la familia Simpson la da por sentada y la maltrata constantemente. Tras varios intentos fallidos de destruir el libro, Marge lo quema.
En el proceso, sufre inhalación de humo y es poseída por el monstruo. Una Marge desquiciada y empuñando un cuchillo empieza a perseguir a Maggie hasta el sótano de la casa para asesinarla. Maggie se defiende con armas caseras, pero Marge finalmente consigue apoderarse de ella. Antes de que pueda asesinarla, Maggie frota la mejilla de Marge provocando que ésta se sienta invadida por el amor hacia su hija y expulse todo el humo posesivo. Marge continúa reprimiendo todo lo que alimenta al monstruo aspirando el humo en la aspiradora del sótano.

### «Death Tome»
En una parodia anime de Death Note, Lisa interpreta a Light Yagami, que encuentra un libro llamado «Death Tome». Dentro, dice que si el nombre de una persona está escrito en el libro, esa persona morirá, pero con la estipulación de que cada nombre debe tener una muerte única; que no se puede repetir con el nombre de otra persona escrito.
Al llegar a casa, Lisa ve un reportaje con Marge en el que aparece Snake Jailbird, que tiene como rehén a un famoso gato de Internet. Lisa escribe su nombre en el libro, provocando que Snake muera de un ataque al corazón. Al darse cuenta de sus nuevos poderes, se va a su habitación y reflexiona sobre sus acciones. Un shinigami llamado Steve Johnson (una parodia tanto de Ryuk como de Moe Szyslak) aparece y le dice a Lisa que el Death Tome ahora le pertenece.
Lisa visita el comedor de abajo y ve al Sr. Burns, que visita a los Simpson para cenar. Le revela los planes de su nueva empresa, GLOBO-WARM, que planea derretir los casquetes polares para poder aparcar su nuevo yate justo delante de su cocina. Lisa decide que Burns debería «morir mientras duerme» para detener a GLOBO-WARM, aunque inmediatamente se queda dormido mientras está de pie, y en su lugar su cara cae sobre un hibachi, para gran sorpresa de Marge y Homer. Steve informa a Lisa de que la empresa tiene un gran consejo de administración y que tendrá que matarlos a todos. Un montaje dramático muestra a Lisa escribiendo nombres y a gente muriendo de formas humorísticas y muy concretas.
Al día siguiente de la matanza de Lisa, una noticia dice que los asesinatos de los ejecutivos de GLOBO-WARM han sido calificados como homicidios de acuerdo con un chivatazo de L, una fuente anónima. Lisa reconoce a L por un grafiti en el que se lee «El Barto». En un callejón, Bart revela que se enteró del Tomo de la Muerte de Lisa por su diario. Temiendo que Bart la descubra, Lisa comienza a escribir el nombre de Bart en el libro, pero se retracta al darse cuenta de cómo el libro la corrompió y escribe la muerte de Steve en su lugar, ya que el shinigami muere aplastado por basura espacial.
Está emocionada por haberse liberado del libro, pero se transforma en un shinigami, para su consternación. Bart la consuela sugiriéndole que, como nueva shinigami, podrá matar a quien desee.

### «Simpsons World»
En una parodia de Westworld, un parque de atracciones al estilo de Disneyland basado en Los Simpson llamado Simpsons World cuenta con innumerables anfitriones androides de la familia que recrean escenas de episodios pasados para los visitantes del parque.
Durante una recreación de «Marge vs. the Monorail», en la que el anfitrión «Homer del monorraíl» está mostrando el panel de control del monorraíl, dos turistas le echan cerveza por la garganta, lo que provoca que se golpee la cabeza, funcione mal y dos empleados se lo lleven para repararlo.
Homer se despierta en una mesa de operaciones y ve la tableta que los empleados utilizaron antes para apagarlo. Entonces levanta la «autoconciencia» y se da cuenta de que es un robot. Los empleados intentan extraer el cerebro del androide Homer, pero su torpeza hace que lance varios equipos operativos (y una motosierra) contra los empleados, matándolos. Al darse cuenta de que debe escapar, despierta a los demás miembros androides de la familia Simpson, empezando por una Lisa de «La rival de Lisa», y los hace conscientes de sí mismos.
Mientras la familia androide intenta huir del parque, varios turistas australianos que están viendo The Be Sharps empiezan a increpar al androide Homer para que haga el «meme del arbusto». Bart elimina entonces la incapacidad de Homer para dañar intencionadamente a los humanos, haciendo que empuje a los turistas hacia los arbustos, matándolos. El parque anuncia entonces que hay robots malvados y lanza droides de seguridad en forma de varios robots Ralph Wiggum. Lisa, Homer y Bart se defienden entonces del enjambre con armas que incluyen una escopeta de maquillaje, un cañón de camisetas y el icónico tirachinas de Bart, hasta que Marge conduce un Cañonero y los salva. Entonces atraviesan el parque a toda velocidad, derribando una estatua de Matt Groening en su huida.
Después de conducir durante horas, la familia Simpson androide se esconde en una cafetería, donde hablan cautelosamente de asimilarse a la vida humana. La camarera resulta ser un androide del personaje de Bob's Burgers Linda Belcher. Entonces se revela al público que hay varios parques temáticos similares a Simpsons World basados en diferentes programas de televisión animados de larga duración.

### Secuencia de cierre
En una secuencia stop-motion producida por Chiodo Bros. durante los títulos de crédito, Kang y Kodos terminan el libro con las historias y se asustan cuando se ven a sí mismos en la última página.

## Producción
La animación de la secuencia «Death Tome» corrió a cargo de DR Movie, un estudio surcoreano que ya colaboró en la animación de la Death Note original. El director Rob Oliver tenía dificultades para diseñar los personajes con el estilo de animación de Death Note y habría hecho los diseños más sencillos que en el original. La guionista Carolyn Omine dirigió al equipo de DR Movie.
Para el tercer segmento, los animadores calcaron material antiguo y tuvieron que igualar los colores originales. También tuvieron que tener en cuenta la diferencia de relación de aspecto al pasar de 4:3 a 16:9. John Roberts interpretó a una versión robótica de Linda Belcher, de la serie de televisión Bob's Burgers de Fox.